# Майкл де Санта
Майкл де Са́нта (англ. Michael De Santa) — один из трёх протагонистов игры Grand Theft Auto V от Rockstar Games. До событий сюжета криминальный авторитет, завершивший свою карьеру на Среднем Западе в штате Северный Янктон. На момент событий в Grand Theft Auto V Майклу 48 лет, у него есть жена Аманда и два совершеннолетних ребёнка: Трейси и Джеймс. Семья была вынуждена сменить фамилию и переехать в Лос-Сантос, штат Сан-Андреас, из-за криминальной деятельности Майкла.

## Биография

### Пролог
Майкл Таунли родился в 1965 году. В подростковом возрасте он состоял в школьной команде по футболу, но вынужден был бросить большой спорт из-за травм. Уже в 1988 году совершает своё первое преступление и грабит магазин на 10 тысяч долларов. Позже знакомится с Тревором Филипсом, вторым протагонистом Grand Theft Auto V, бывшим военным лётчиком ВВС Канады, оказавшимся в отставке из-за проблем с психическим здоровьем. Убеждает его в том, чтобы он тоже начал грабить. С тех пор они — банда. Через некоторое время Майкл знакомится со своей будущей женой Амандой в стриптиз-клубе, где она работала танцовщицей. Позже у них рождаются Джеймс и Трейси. В 2004 году Майкл разыскивает агента Федерального расследовательского бюро Дейва Нортона и заключает с ним сделку — первый выходит из «игры», меняет фамилию со всеми членами своей семьи и переезжает в Лос-Сантос, Нортон же благодаря подстроенному захвату Майкла Таунли, Тревора Филипса и Брэда Снайдера становится известным и быстро поднимается по карьерной лестнице. В ходе ограбления всё идёт не по плану: погибает не Тревор, как изначально задумывалось, а Брэд, однако это не мешает Нортону якобы подстрелить Майкла и выдать его за мертвеца.

### Жизнь в Лос-Сантосе
Майклу 48 лет, он живёт в шикарном особняке в Рокфорд-Хиллз и отправляет каждый месяц пятизначную сумму агенту ФРБ Дейву Нортону, который обеспечивает его прикрытие по программе защиты свидетелей, однако у него проблемы в семье: Аманда тратит все деньги мужа в бутиках и изменяет ему, Джеймс всё время играет в приставку и употребляет наркотики, а Трейси хочет прославиться всеми возможными способами.

### Основной сюжет
Майкл знакомится с третьим протагонистом Grand Theft Auto V, Франклином Клинтоном, когда последний вломился в его дом, чтобы конфисковать жёлтый внедорожник его сына Джимми, который тот купил у работодателя Франклина — Симона Етаряна, мошенника-автодилера. После разгрома офиса последнего Клинтон теряет работу и обращается к Майклу за помощью.
Через некоторое время Майкл ловит на измене в своём доме Аманду с тренером по теннису. Тренер, уходя от погони, прячется в одном из домов в районе Вайнвуда, и Майкл с помощью Франклина по ошибке разрушает дом, полагая, что он принадлежит тренеру. Дом же на самом деле принадлежит Мартину Мадрасо — главе мексиканского наркокартеля, и теперь у героев висит долг в два с половиной миллиона долларов. Майкл де Санта решает снова встать на путь преступлений. После удачного ограбления ювелирного магазина Vangelico Майкл засветился в новостях со своей коронной фразой, и через некоторое время его находит Тревор Филипс. Позже Майкл начинает вынужденно работать на ФРБ, а также участвует в махинациях Тревора, помогая украсть секретное правительственное оружие.
Позднее к де Санте с просьбой устранить своего кузена обращается сам Мадрасо. Майкл выполняет её, сбивая самолёт двоюродного брата Мартина с помощью снайперской винтовки, однако Мадрасо отказывается платить за работу, и Тревор в порыве гнева похищает его жену. Де Санта и Филипс вместе с женой наркобарона вынуждены перебраться в Сэнди-Шорс, скрываясь от мексиканских бандитов. Протагонисты грабят банк в городе Палето-Бэй, а позже совершают налёт на лабораторию Центрального управления разведки Humane Labs, выкрав у них нейротоксин. После этого Тревор и Майкл воруют у частной военной компании Merryweather ацтекский артефакт и передают его вместе с женой Мартину Мадрасо в знак примирения.
Майкл, Тревор и Франклин планируют свой последний налёт на федеральное хранилище. Но Тревор узнаёт о предательстве Майкла в 2004 году и летит в Северный Янктон. За ним же летит Майкл, но попадает в плен к китайским бандитам, с которыми поссорился Тревор, убив всех, с кем у них были контракты в США (в частности, с братьями О’Нил). Вскоре Майкла спасает Франклин с помощью друга и помощника де Санты — Лестера Креста, и протагонисты заключают временное перемирие для самого большого ограбления в их жизни. В итоге ими устраивается успешный налёт на федеральное хранилище, но конфликт между Майклом и Тревором всё ещё не улажен.

### Финал
В конце игры игроку предстоит сделать выбор между тремя вариантами развития сюжета — A, B или C. От этого решения зависит судьба главных персонажей. Ниже представлены все возможные концовки:
- Вариант A — убить Тревора (миссия «Something Sensible», неканоничный финал)

Франклин вместе с Майклом по приказу ФРБ преследуют Тревора и убивают его. После смерти Тревора, Майкл и Франклин остались друзьями. Доля денег Тревора от ограбления федерального хранилища переходит к ним.
- Вариант B — убить Майкла (миссия «The Time’s Come», неканоничный финал)

По приказу конкурента Майкла, миллиардера Дэвина Уэстона, Франклин преследует де Санту, затем они забираются на вышку. Франклин перебрасывает Майкла через ограждение, но при этом будет держать его за руку. У игрока есть выбор: отпустить руку (Майкл падает и разбивается) или затащить его к себе. Даже если игрок выбирает 2-й вариант, Майкл ударит Франклина и всё равно упадёт вниз. После смерти де Санты, Тревор не хочет общаться с Франклином, а семья Майкла (особенно Аманда, так как она догадалась, кто его убил) не хотят видеть Франклина. Доля денег Майкла от ограбления федерального хранилища переходит его семье.
- Вариант C — спасти обоих (миссия «The Third Way», каноничный финал)

При выборе этого варианта все протагонисты должны убить своих врагов, но при этом меняются целями: Майкл убивает врага Франклина — Стретча, Тревор убивает Стива Хейнса, агента ФРБ — врага Майкла, Франклин убивает Чена-старшего — главаря триад и врага Тревора.
Всё начинается с того, что Лестер сообщает миллиардеру Дэвину Уэстону и агентам ФРБ, что золото, украденное из федерального хранилища, находится на заводе, и герои отправляются туда. Там же они выдерживают штурм полицейских. Позже Майкл убивает Стретча, Тревор — Стива Хейнса, а Франклин — Вэя Чена. Затем Тревор похищает Уэстона, и все трое сталкивают в реку автомобиль Дэвина, в багажнике которого он находился, высказав ему все свои претензии. После всего этого Франклин, Майкл и Тревор остаются друзьями. Доля денег (около 200 000 000 $) от ограбления федерального хранилища переводится всем троим.

## Описание персонажа

### Образ
«Майкл для меня — это… человек, который старается игнорировать довольно серьёзные ошибки, которые совершил. […]  Он одержим образами и не знает, что делать, когда мир этим образам не соответствует. […] Он человек с большим эго, множеством достоинств и недостатков».
Майкл — мужчина средних лет, чья внешность отражает его прошлое в криминальном мире и нынешний образ жизни на пенсии. Он производит впечатление вдумчивого и расчётливого человека, способного скрывать свои истинные намерения — качества, которые, по всей видимости, помогли ему выжить в опасной среде. Несмотря на возраст и отказ от активной преступной деятельности, Майкл остаётся в хорошей физической форме, что позволяет ему выполнять сложные задачи, включая спуск с вертолёта на небоскрёб. Он также хорошо обращается с оружием, сохранив навыки, приобретённые за годы криминальной карьеры. Его внешний облик дополняется образом успешного, но внутренне опустошённого человека, застрявшего в роскошной, но лишённой счастья жизни.

### Личность
Недостатки Майкла заключаются в его завышенном эго, вспыльчивости и склонности идти на серьёзные моральные компромиссы. Де Санта — мужчина, который находится на пороге кризиса среднего возраста, который не знает, что ему нужно и куда тратить заработанные им миллионы. Тем не менее разработчики из Rockstar Games характеризуют Майкла как «чрезвычайно интересного персонажа и человека, который одержал полную победу, но затем обнаружил, что быть победителем не так уж и привлекательно, как он думал».

## Восприятие
Персонаж Майкла был встречен в целом положительными отзывами после выхода Grand Theft Auto V. Edge писал, что «это персонаж, который никогда не смог бы стать якорем игры GTA в одиночку. Его история — поблекший хулиган на терапии, чья жена изменяет ему, чьи дети ненавидят его, и который обнаруживает себя всё более ненужным в городе, который ценит молодость и красоту больше, чем где-либо ещё на планете, — просто не вписывается в традиционный шаблон миссий GTA». Кэролайн Пети из GameSpot отметила, что «моменты лицемерия и непоследовательности принижают в остальном сильный характер персонажа». Том Брамвелл из Eurogamer отметил, что «с каждым персонажем по отдельности очень весело общаться, а Майкл и Франклин создают забавный дуэт отца и сына». Ксав де Матос из Joystiq, однако, нашёл всех трёх персонажей неприятными в той степени, в которой они оказывали отчуждающее влияние на историю, отметив, что «хотя у каждого персонажа есть веская мотивация для его путешествия, трудно желать, чтобы они преуспели». Он также считал, что двойственность отношений между Тревором и Майклом была избитым приёмом к концу истории, поскольку она превратилась в «кажущийся бесконечным цикл» конфликта между ними. По версии сайта IGN, Майкл де Санта занимает четвёртое место в списке лучших протагонистов серии Grand Theft Auto и рассматривается как один из самых интересных персонажей франшизы. Журналист Каллум Уильямс отметил, что Майкл переживает историю GTA как бы в обратном порядке: начав игру в роскошном доме в Лос-Сантосе и наслаждаясь выходом на пенсию, он постепенно возвращается к криминальной жизни. Его сюжетная линия выделяется на фоне других благодаря внутреннему конфликту, стремлению вернуться к прошлому, напряжённым отношениям с Тревором и попыткам скрыть тайны своего прошлого.
В 2014 году Нед Люк был номинирован на премию Behind the Voice Actors Awards в категории «Лучший вокальный ансамбль в видеоигре» за роль Майкла де Санта.

### Комментарии
1. ↑  Как указано на его поддельном надгробии в Людендорфе и на татуировке Тревора Филипса.
2. ↑  Аналог саентологии в мире GTA.
3. ↑  Соучастник ограбления в Людендорфе в 2004 году.